# Minoische Eruption

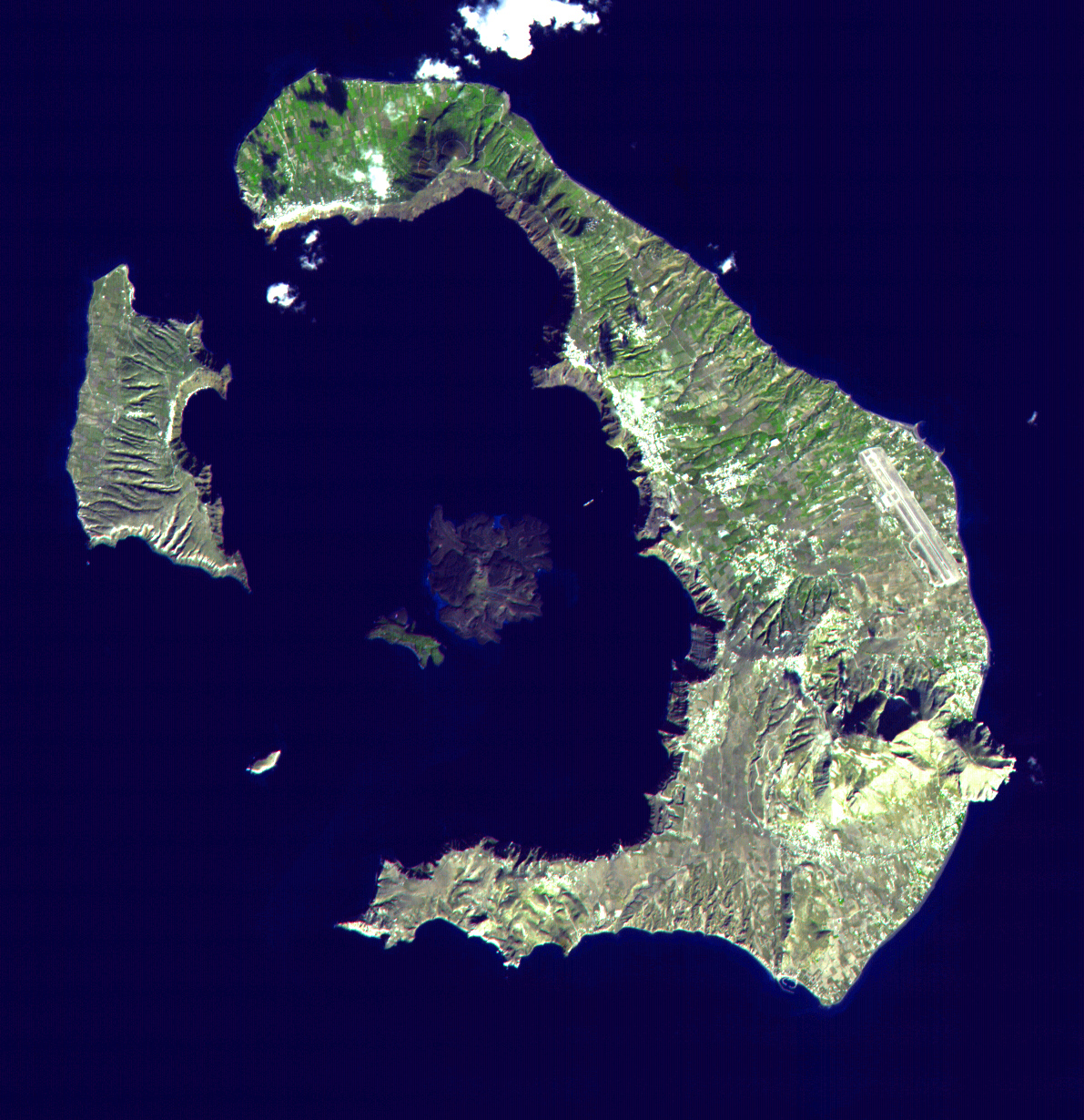
Die Insel Santorin heute: Die vulkanische Caldera wird aus der Hauptinsel, der Insel Thirasia im Westen und der winzigen Felsinsel Aspronisi im Südwesten gebildet. In der Mitte des Inselrunds liegen die beiden erst nach der Minoischen Eruption entstandenen Inseln Palea Kameni und Nea Kameni.

Als Minoische Eruption (auch Thera- oder Santorin-Eruption) wird der spätbronzezeitliche Ausbruch der ägäischen Vulkaninsel Thera (heute Santorin) bezeichnet, der im 17. oder 16. Jahrhundert v. Chr. die eng mit der minoischen Kultur verbundene Siedlung Akrotiri (moderner Name) auf Santorin zerstörte. Die direkten Auswirkungen des Ausbruchs sind umstritten, vor allem die bis in die 1960er Jahre oft vertretene Meinung, er habe den Untergang der minoischen Kultur auf Kreta herbeigeführt.
Die bei der Eruption ausgestoßenen Pyroklastika lassen sich in archäologischen Fundstellen im gesamten östlichen Mittelmeer finden und bieten so einen Fixpunkt in der Stratigraphie. Die Datierung der Eruption ist umstritten; zwischen den historiografisch und den naturwissenschaftlich ermittelten Daten lagen etwa 100 Jahre. Seit einer Verfeinerung der naturwissenschaftlichen Methodik lassen sich die Radiokarbondatierungen jedoch mit den historiografischen Befunden vereinbaren.

## Der Vulkan von Santorin
Der Vulkan von Santorin ist ein Ergebnis plattentektonischer Vorgänge. Er gehört zu einem vulkanischen Inselbogen in der südlichen Ägäis, der über einer Subduktionszone liegt, die durch das Abtauchen der Afrikanischen unter die Eurasischen Platte entsteht.
Der Kern der Insel besteht aus metamorphen Gesteinen im Alter von etwa 200–40 Millionen Jahren. Sie sind heute an der Oberfläche nur noch an der höchsten Erhebung, dem Profitis Ilias (567 m), sichtbar, liegen aber an vier Stellen der südlichen Insel unter jüngeren Schichten. Der Rest der Insel besteht aus vulkanischem Gestein, das bei mindestens zwölf mittleren und größeren sowie weiteren kleineren Eruptionen seit dem Pleistozän, also in den letzten 1,8 Millionen Jahren, entstanden ist. Dabei handelt es sich überwiegend um pyroklastische Ablagerungen; es lassen sich jedoch durch das ganze Gebiet fünf Lavaströme nachweisen. Altersbestimmungen der Gesteine lassen ein Intervall von 20.000 Jahren zwischen größeren und 5.000 Jahren zwischen kleinen Ausbrüchen vermuten.
Santorin liegt im Zentrum einer Vulkankette, die sich von den Christiana-Inseln im Südosten über den Unterwasservulkan Kolumbos bis zur Kolumbo-Vulkankette im Nordosten erstreckt. Dieses ca. 60 km lange Vulkanfeld liegt in einer Nordost-Südwest orientierten Schwächezone und ist in vier Phasen entstanden, die im späten Pliozän mit der Entstehung Christianas ihren Anfang nahmen. Die Insel Santorin ist das Ergebnis der jüngeren Geschichte dieser Vulkankette, in der die Insel ihre Form und Größe wiederholt änderte. Vor etwa 360.000 Jahren verlagerte sich der Schwerpunkt der vulkanischen Aktivität auf das Zentrum der heutigen Caldera. Die charakteristischste Art der Aktivität in den letzten 360.000 Jahren war der zyklische Bau von Schildvulkanen. Die großen explosiven und zerstörerischen Ereignisse des letzten Zyklus vor etwa 3.600 Jahren hatten starke Auswirkungen auf die Kulturen des insbesondere östlichen Mittelmeeres. Im Detail kann die vulkanische Entwicklung von Santorin in sechs Hauptstadien unterteilt werden:
- Akrotiri-Vulkane (650.000 – 550.000 Jahren)
- Aschenkegel der Halbinsel Akrotiri (vor ca. 450.000 – 340.000 Jahren)
- Peristeria-Vulkan (vor 550.000 – 450.000 Jahren)
- Erster Eruptionszyklus (vor 360.000 – 180.000 Jahren)
- Zweiter Eruptionszyklus (vor 180.000 Jahren – 1613 v. Chr.) mit Kap Riva Eruption (21.000 Jahre)
- Kameni-Schild (1613 v. Chr. – Gegenwart)

Moderne Untersuchungen zeigen, dass die Inselgruppe bereits in minoischer Zeit annähernd ihre heutige Form hatte (einschließlich einer Insel in der Mitte der Caldera), die sie bereits durch die Kap-Riva-Eruption vor etwa 21.000 Jahren erhielt.

## Umfang der Eruption

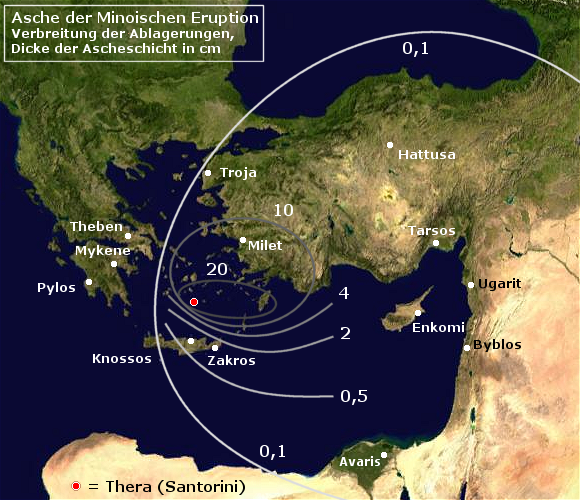
Verbreitungskarte theräischer Tephra nach der Minoischen Eruption

Der griechische Archäologe Spyridon Marinatos publizierte 1939 eine Theorie, nach der der Ausbruch des Thera-Vulkans zum Untergang der minoischen Kultur auf Kreta geführt habe. Für Marinatos musste der Thera-Ausbruch dem des indonesischen Vulkans Krakatau geähnelt haben, der im Jahr 1883 rund 36.000 Menschen das Leben kostete. Neben einem Ascheregen, der in einem Umkreis von mehreren hundert Kilometern den Himmel verdunkelt hatte, war für ihn besonders die aus der Eruption resultierende Flutwelle eine wichtige Parallele. Mit bis zu 15 m Höhe hatte die vom Krakatau ausgelöste Welle 1883 die Küste der benachbarten Inseln überspült und zahlreiche Städte zerstört. Marinatos nahm eine ähnlich verheerende Überflutung der Küsten Kretas durch die Thera-Eruption an und vermutete darin die Ursache für den Untergang der minoischen Kultur.
Mittlerweile wurden Spuren von Flutwellen an einigen Orten an der Nordostküste Kretas identifiziert, so in Pseira, Palaikastro und Papadiokambos. Selbst an der Küste Israels wurden Tsunamispuren gefunden und datiert. Die Ausgrabungen von Palaikastro zeigen, dass der ganze Ort überschwemmt und zerstört wurde, später aber zumindest teilweise wieder aufgebaut wurde, die minoische Kultur also noch weiter bestand.
Das von Marinatos angenommene Ausmaß der Eruption – er vermutete die vierfache Menge an Tephra (80–120 km³) im Vergleich zum Krakatau-Ausbruch (20–30 km³), was einer Eruption der Stärke 7 auf dem Vulkanexplosivitätsindex (VEI) entspräche – wurde im Laufe der Jahre nach unten korrigiert. Da auch die Dicke der Ascheschichten auf den Nachbarinseln Marinatos’ Annahme nicht bestätigte, nahm man eine kleinere Eruption (30 km³) der Stärke VEI 6 an. Auch eine Pollenanalyse von Sedimentschichten vor und nach dem Thera-Ausbruch deuteten auf minimale Veränderungen der regionalen Vegetation und somit eine verhältnismäßig kleine Eruption hin.
Im Jahr 2002 wurden jedoch Ascheschichten gefunden, die auf Grund ihrer Dicke als Hinweis auf eine mehr als doppelt so starke Eruption (bis zu 100 km³ Tephra) verstanden werden. Weitere Untersuchungen des Meeresbodens rund um Santorin im Jahre 2006 ermittelten Ablagerungen von pyroklastischen Strömen in erheblicher Dicke. Die darauf basierende neue Schätzung ergab nun ein Gesamtvolumen von 60 km³ Magma, was die Stärke nach VEI wieder sicher auf 7 erhöhte.
Bei Ausgrabungen im türkischen Fundort Çeşme Bağlararasi, gegenüber der griechischen Insel Chios im Küstenort Çeşme in der Provinz Çeşme wurde erstmals ein Opfer der Minoischen Eruption(en) gefunden. Ende 2021 wurde über den Fund des Çeşme-Manns (und eines Hundes) publiziert. Demnach wurde er durch die erste von vier Tsunamiwellen in 227 km Entfernung von Santorin in einem Haus verschüttet. Nachdem damals rasch nach dem jungen Mann gegraben wurde, wurde die Stelle von weiteren Ablagerungen nach Tsunamis nochmals wiederholt verschüttet. Es wechseln sich Asche- und Geröllschichten ab.

## Phasen der Eruption
Der Ausbruch wird heute in vier größere Phasen eingeteilt. Ihm gingen einige Erdbeben voran. Die Bewohner verließen daraufhin die Insel. Sie hatten genügend Zeit, ihre Wertsachen mitzunehmen. Bei den Ausgrabungen der Stadt Akrotiri wurden weder Leichen noch Schmuck oder aufwendige Werkzeuge gefunden. Kurz nach den Erdbeben wurde Akrotiri offenbar wieder aufgesucht. Man versuchte, unzerstörte Pithoi (Vorratsbehälter) und Möbelstücke zu bergen, einsturzgefährdete Wände niederzureißen und Baumaterialien für eine Wiederverwendung zu sortieren.
Die Bergungsoperation wurde jedoch abgebrochen, die Helfer flohen erneut und ließen die schon bereitgestellten Vorratsbehälter und Möbel zurück. Als Ursache gilt der erste Fall von Pyroklastika. Es handelte sich nur um geringe Mengen von vulkanischen Aschen und Lapilli aus einem Schlot fast genau im Zentrum der Insel. Danach trat eine Pause ein. Da auf einigen Mauerstümpfen in Akrotiri Grasbüschel nachgewiesen wurden, wird über eine Ruhezeit von mehreren Monaten spekuliert.

### Der erste Ausstoß von Bimsstein

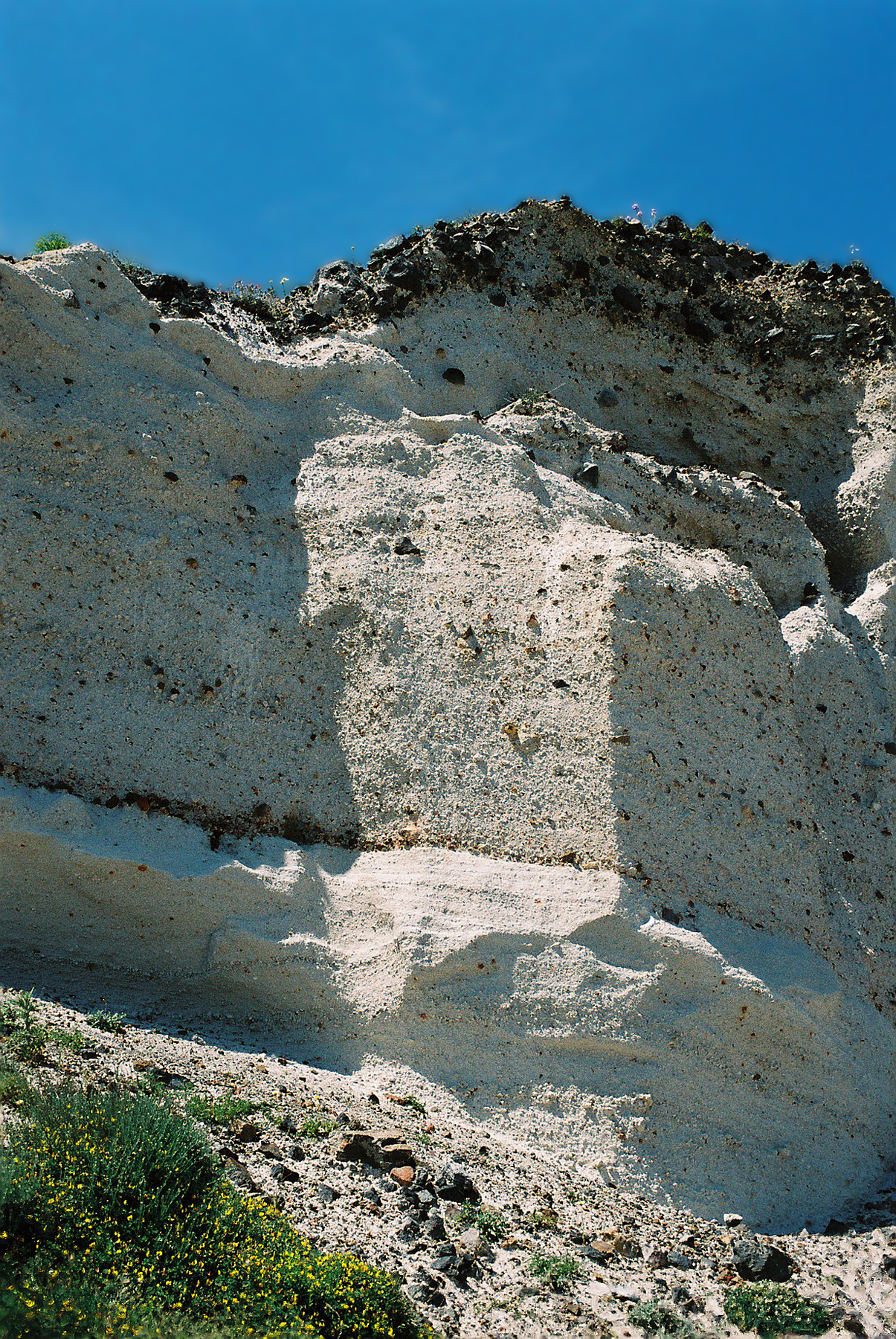
Gut erhaltene Bimsschichten am Küstenabschnitt ca. 1000 m nördlich der Ausgrabungsstätte Akrotiri (Santorin).

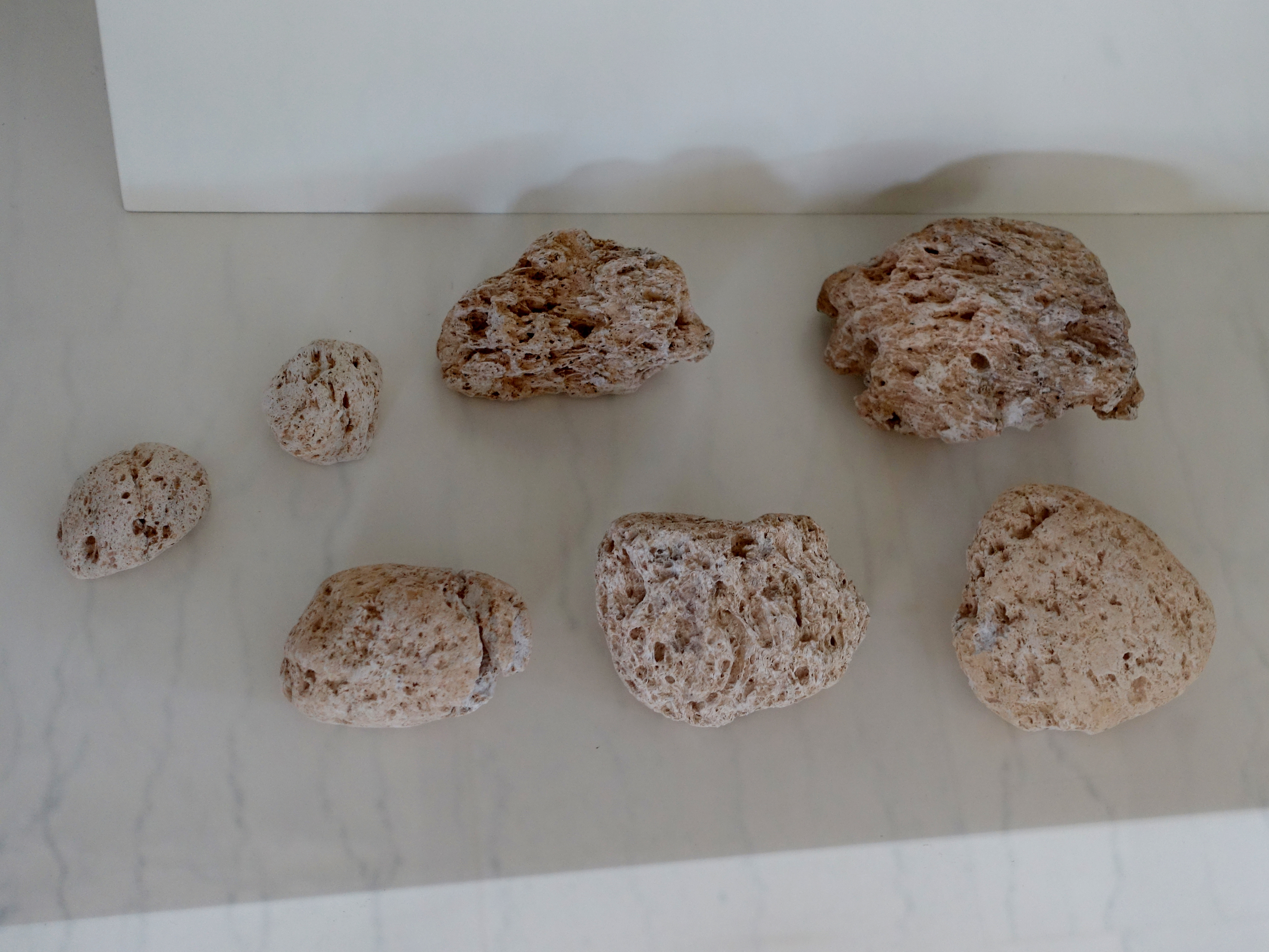
Bimsstein der Minoischen Eruption von der Nordküste Kretas in Papadiokambos westlich von Sitia (Archäologisches Museum Sitia)

Die erste Phase des eigentlichen Ausbruchs bestand aus einer plinianischen Eruption mit dem Auswurf von leichtem Bimsstein und Aschen. Die Ablagerung geschah mit ca. 3 cm/min, die maximale Dicke der Schicht betrug 7 m. Wo sich die Aschen unter steilen Hängen sammelten, konnten 11 m erreicht werden. Der Ausstoß begann mit weißem Material und wechselte zu Rosa, in das zunehmend Gesteinsbrocken in leuchtend gelben, orangen und roten Tönen eingelagert wurden. Die Farben stammen von den zunehmenden Temperaturen des Gesteins beim Auftreffen am Boden beziehungsweise auf vorherigen Schichten.
Die Energie dieser Phase gilt als eher gering. Das Material wurde von vulkanischen Gasen ausgestoßen; anfangs war noch kein Wasser in den Schlot eingedrungen. Diese Phase soll etwa zwischen einer und acht Stunden gedauert haben. Erst in den obersten Lagen der ersten Phase mischten sich pyroklastische Ströme in die lockeren Ablagerungen – die Lava hatte Kontakt zum Meerwasser bekommen.

### Pyroklastische Ströme
Als durch aufbrechende Risse im Gestein Meerwasser in den Vulkanschlot gelangen konnte und verdampfte, kam es zu einer phreatomagmatischen Explosion mit vervielfachter Energie des Ausbruchs. Der Vulkan konnte jetzt wesentlich schwereres Material ausstoßen, dessen Ablagerungen aber auch viel ungleichmäßiger verteilt sind.
Die zweite Phase begann mit der Eruption von runden Lapilli mit rund 10 mm Durchmesser, vermischt mit Aschen und wenigen größeren Brocken. Ablagerungen dieser Eruption erreichen eine Dicke von 5,90 m auf Thirasia im Westen und nur ca. 10 cm ganz im Osten der Insel. Darauf folgt eine Schicht von nur 1–18 cm weißer Asche und eine weitere dicke Lage zwischen 6 m im Westen und 15 cm im Osten und Südosten. Diese zweite Lage ist aus Lapilli mit eingelagerten vulkanischen Bomben zusammengesetzt, deren Größe von einigen Zentimetern bis zu Blöcken mit 5 m Durchmesser reicht. Die Blöcke bestehen überwiegend aus schwarzer, glatter Lava, die auch für frühere Vulkanausbrüche auf Santorin, etwa am Skaros-Felsen typisch war.
Die zweite Phase dauerte etwa eine Stunde. Der Vulkanschlot riss in südlicher Richtung auf, wie aus der Orientierung einiger Ablagerungen geschlossen werden kann.

### Phreatomagmatische Ablagerungen
In der dritten Phase des Ausbruchs fand der größte Ausstoß vulkanischen Materials statt. Die Pyroklastika flossen als kontinuierlicher Strom und rissen Gesteinsbrocken gewaltiger Größe mit. Die Blöcke erreichten in dieser Phase Durchmesser von 20 m, typisch sind 0,5–2 m. Sie bestehen aus porphyrischem Dazit und zum kleinen Teil aus mit Obsidian vergleichbarem Material.
Die Blöcke sind eingebettet in Ascheströme, Flüsse von Lapilli und gegen Ende auch Ströme von Schlamm aus Bimsstein mit hohem Wasseranteil. An einigen Stellen im Südosten der Insel erreichen die Ablagerungen der dritten Phase eine Dicke von 55 m.
Der Schlot verlagerte sich in dieser Phase wieder nach Norden. Das eindringende Seewasser vermischte sich mit dem vulkanischen Material und bildete nach einer Interpretation eine ungeheure Masse an Lahar genanntem heißem Schlamm. Er soll die bis zu 400 m hohen Wände der Caldera überströmt haben. Dabei wurde so viel Material ausgestoßen, dass der entstandene Hohlraum einstürzte und die Insel über ihm zusammenbrach. Dadurch bildete sich die Nordhälfte der heutigen Caldera. Auf der Außenseite der Insel flossen die vulkanischen Ströme ins Meer und erweiterten sie um flache Küstenebenen.

### Ignimbrit, Lahar- und Schuttströme
Mit der vierten Phase endete der Ausbruch. Sie ist vielgestaltig. Die Ablagerung von Ignimbrit-Schichten wechselte sich ab mit Lahar-Flüssen, Ascheströmen und gewaltigen Schuttmengen. Möglicherweise kam es dazwischen auch zum Ausstoß von Aschewolken. Die meisten Materialmengen flossen zu den Rändern der Insel ab: Während an der Caldera nur rund 1 m dicke Schichten der vierten Phase zugerechnet werden, bilden sie außen je nach Geländeprofil Schwemmfächer von bis zu 40 m Dicke.
Die Gesteinsbrocken der vierten Phase sind kleiner als zuvor, die maximale Größe übersteigt 2 m nicht mehr. Auch kann nachgewiesen werden, dass an zwei Stellen im Süden Lahar-Ströme wieder in die Caldera zurückflossen. Die Energie der Eruption muss also deutlich abgenommen haben. McCoy/Heiken gehen davon aus, dass erst jetzt, ganz zum Ende des Ausbruchs, der Ring der Insel zusammenbrach, der nordwestliche Kanal zwischen der Hauptinsel und Thirasia entstand und das Gestein im Süden Thirasias einstürzte. Nur das Felseiland Aspronisi, Überrest einer früheren Eruption, blieb stehen.

## Bedeutung und Datierung
Die Ablagerung theräischer Tephra im nahezu gesamten östlichen Mittelmeer – von Nichoria in Messenien über Anatolien und das Schwarze Meer bis zum Nildelta – bietet einen einmaligen Fixpunkt für die Synchronisation verschiedener relativer Chronologien aus diesen Regionen. Gleichzeitig wird dadurch praktisch die gesamte absolute Chronologie der Späten Bronzezeit im östlichen Mittelmeerraum sowie synchroner Zeitstufen in weiten Teilen des übrigen Europas und des Nahen Ostens von der Datierung dieser Eruption abhängig, weshalb verständlicherweise die Frage nach der Datierung der Minoischen Eruption zu den am heftigsten umstrittenen in der heutigen archäologischen Forschung gehört.
Insbesondere seit den 1980ern führten zahlreiche Untersuchungen mit verschiedensten Methoden im Wesentlichen zu einer Aufteilung der Meinungen in zwei Lager: Einerseits mit Vertretern der „späten Datierung“ (1530–1520 v. Chr.) und dementsprechend der „kurzen Chronologie“, andererseits mit Vertretern der „frühen Datierung“ (1628–1620 v. Chr.) und der „langen Chronologie“. Bemerkenswert ist zudem, dass die „Fronten“ nicht zwischen Natur- und Geisteswissenschaften, sondern quer durch alle Lager verlaufen. Die Debatte, die zum großen Teil in hochkarätigen Wissenschaftsmagazinen wie Nature und Science geführt wird, erfuhr bislang jedoch keine definitive Antwort.

### Archäologisch-historiografische Methode
Marinatos datierte die Minoische Eruption ursprünglich grob auf 1500 v. Chr. ± 50 Jahre, da er diesen Zeitraum auch für den Untergang der minoischen Palastzentren auf Kreta annahm. Obwohl Ausgrabungen der folgenden Jahrzehnte zeigten, dass die minoische Kultur nicht plötzlich, sondern erst ab ca. 1450 v. Chr. in einem Zeitraum von wahrscheinlich mehreren Jahrzehnten unterging, erwies sich die Datierung der Minoischen Eruption im späten 16. Jahrhundert v. Chr. aus archäologischer Sicht als die wahrscheinlichste. Denn zwischenzeitlich kamen auf Kreta Funde ans Licht (z. B. weiterentwickelte Vasenmalerei-Stile), die einerseits auf Santorin nicht mehr vorkommen, andererseits aber eindeutig vor dem Zusammenbruch der minoischen Kultur datieren und auf Kreta oberhalb von Ablagerungen von Asche, die wahrscheinlich von dem Ausbruch herrühren, zum Vorschein kamen.
Die relative Chronologie der minoischen Kultur, die bereits von Arthur Evans ausgearbeitet und seitdem immer weiter verfeinert wurde, wurde zuletzt u. a. 1989 von Peter Warren und Vronwy Hankey mit der recht gesicherten, absoluten Chronologie Ägyptens verknüpft. Demnach steht die Phase „Mittelminoisch III“ (MM III) mit der Hyksoszeit, die Phase „Spätminoisch IA“ (SM IA) mit dem Ende der Zweiten Zwischenzeit und „Spätminoisch IB“ (SM IB) mit der Zeit von Hatschepsut und Thutmosis III. in Verbindung. Setzt man mit dieser Argumentation die Minoische Eruption etwa 30 Jahre vor Ende der Phase SM IA an, ergibt dies einen Zeitraum von 1530 bis 1500 v. Chr.
Andere Archäologen bringen Argumente für eine frühe Datierung der Minoischen Eruption, etwa Wolf-Dietrich Niemeier, der Ausgräber des Palastes von Tel Kabri in Palästina, der darauf verweist, dass eine Türschwelle in dem 1600 v. Chr. zerstörten Gebäude völlig derjenigen entspricht, die in Akrotiri freigelegt wurde. Ebenso wiesen die Wandmalereien deutliche stilistische Verbindungen zu den Fresken auf Thera auf. Niemeier befürwortet daher die „lange Chronologie“ und eine Verschiebung des Endes von SM IA von 1500 auf 1600. In die gleiche Richtung deuten Ergebnisse der Ausgrabung am Tell el-cAjjul im Gazastreifen. Da eine frühe Datierung aber zur Folge hätte, dass neben der minoischen auch die als sehr sicher geltende ägyptische Chronologie revidiert werden müsste – und damit alle davon abhängigen Chronologien im vorderen Orient und ganz Europa –, sprachen sich führende Ägyptologen und insbesondere Manfred Bietak entschieden dagegen aus. Bietak fand in Tell el-Daba den gleichen Versatz zwischen der 14C-Datierung und der Einordnung in die relative Chronologie Ägyptens. Er datiert die Minoische Eruption aufgrund einer sehr umstrittenen Zuordnung von Ausgrabungsschichten (Stratum C/2 in Tell el-Daba) in die Regierungszeit von Thutmosis III um 1450 v. u. Z. (kurze Chronologie).

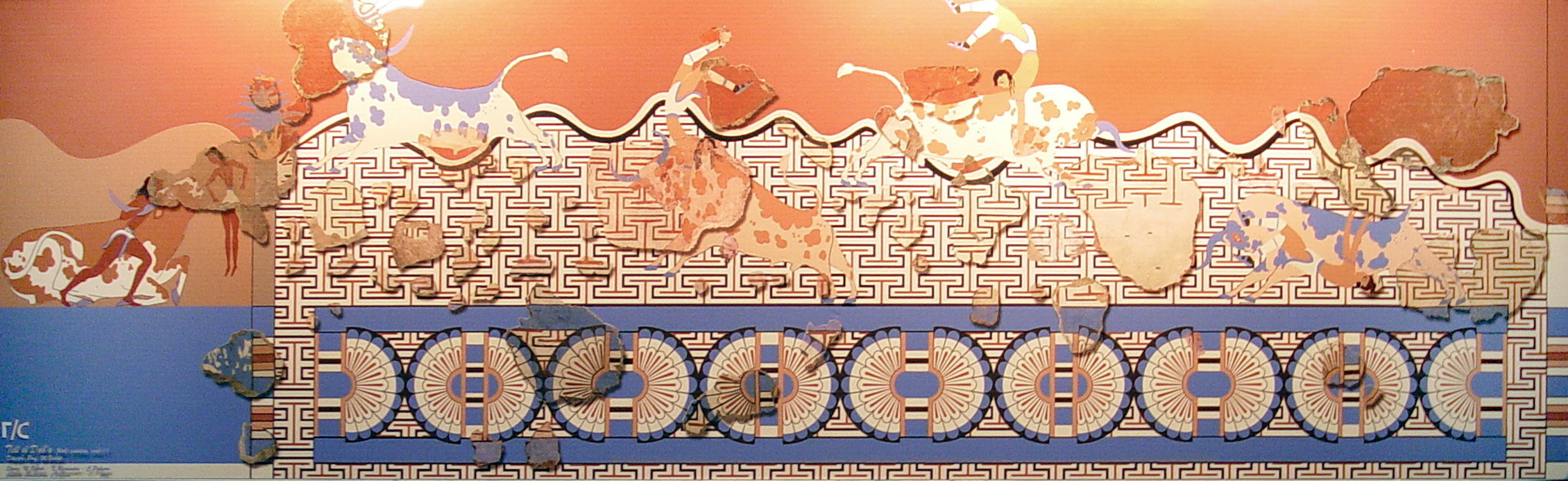
Ein minoisches Fresko aus Auaris, Ägypten. Durch derartige Funde ließ sich die archäologisch erstellte minoische Chronologie mit der absoluten Chronologie Ägyptens verknüpfen.

Eine besondere Rolle kommt dem als White Slip bezeichneten Keramikstil zu: Er wurde in relativchronologisch datierbaren Schichten gleichermaßen auf Santorin vor der Eruption, in Zypern und der Hyksos-Hauptstadt Auaris im heutigen Ägypten gefunden. Wenn es gelingt, die Stücke in eine chronologische Reihe der Entwicklung zu ordnen, würden sie nicht nur die Synchronisation der Kulturräume ermöglichen, sondern auch die Frage der frühen oder späteren Datierung der Minoischen Eruption klären.
Da sich um die Mitte des 2. Jahrtausends v. Chr. die politischen Verhältnisse in Ägypten und Mesopotamien im Umbruch befanden, gibt es kein eindeutiges schriftliches Zeugnis der Katastrophe, mit dem eine historiografische Datumsbestimmung möglich wäre. So bleibt eine ägyptische Inschrift, die sogenannte „Unwetter-Stele“ des Ahmose I. umstritten. Diese – auch formal – höchst ungewöhnliche Schilderung einer Naturkatastrophe berichtet von ungeheurem Tosen und tagelanger Finsternis in ganz Ägypten, was sehr an typische Begleiterscheinungen eines schweren Vulkanausbruchs erinnert, z. B. des Krakatau-Ausbruchs von 1883. Der Zeitpunkt der Katastrophe liegt zwischen dem 11. und dem 22. Regierungsjahr des Ahmose, also 1539–1528 v. Chr. (nach Beckerath) bzw. 1519–1508 v. Chr. (nach Schneider) oder 1528–1517 v. Chr. (nach Hornung, Krauss & Warburton). Sollte das beschriebene „Unwetter“ durch die minoische Eruption ausgelöst worden sein, bietet sich hiermit eine Datierung aus historiografischer Sicht. Da jedoch bislang keine Tephraschichten der Minoischen Eruption während der Regierungszeit des Ahmose in Auaris oder anderen Orten Unterägyptens nachgewiesen wurde, kann jenes „Unwetter“ auch symbolisch als Zustand der Verwüstung in Ägypten nach Ende der Hyksoszeit interpretiert werden.
Ein weiteres Teil in diesem Puzzle ist das Papyrus Ipuwer, das eine sehr ähnliche Beschreibung einer Naturkatastrophe enthält und auf etwa 1670 (± 40) v. u. Z. datiert wird. Aufgrund der gleichwertigen Beschreibungen im Papyrus Ipuwer und der Unwetter-Stele ist die Datierung der Regierungszeit von Ahmose I. nach dem heliakischen Aufgang des Sirius nicht unumstritten, ebenso wie die oben erwähnte Datierung der Minoischen Eruption in die Zeit von Thutmosis III.

### Naturwissenschaftliche Methoden
Die „klassische“, aufgrund historischer Methoden ermittelte Datierung der Minoischen Eruption auf ca. 1530/00 v. Chr. wurde erstmals 1987 in Frage gestellt, als die damalige Auswertung des Dye-3 Eisbohrkerns in Grönland die einzige größere Vulkaneruption der Mitte des 2. Jahrtausends v. Chr. auf ca. 1645 v. Chr. (± 20 Jahre) datierte.  Vinther et al. (2006) nehmen allerdings eine Verwechslung von Hammer (1987) mit einem Alaska-Vulkan an. Sie identifizierten die Minoische Eruption übereinstimmend in den drei grönländischen Eiskernbohrungen DYE-3, GRIP and NGRIP und datierten sie auf 3641±5 b2k (1642±5 B.C.) der GICC05-Skala.
Die erhöhte Konzentration von Schwefelsäure, die in Schichten aus dieser Zeit gefunden wurde, konnte zwar nicht eindeutig mit Thera in Verbindung gebracht werden, wurde aber aufgrund der Vermutung, dass es im 2. Jahrtausend v. Chr. keine weitere große Eruption gegeben habe, als „most likely candidate for the Minoan eruption“ genommen. Die Annahme, dass die Minoische Eruption groß genug war, um säurehaltige Rückstände sogar auf Grönland zu hinterlassen, basierte auf Marinatos’ ursprünglicher Theorie eines mit Tambora vergleichbaren Ausbruchs. Ein Ausbruch dieser Größe musste allerdings ebenso kurzfristige Veränderungen des Klimas nach sich ziehen, einen sogenannten vulkanischen Winter, wie es ihn auch beim größten bekannten Ausbruch in historischer Zeit – Tambora im Jahr 1815 – gegeben hatte (siehe Jahr ohne Sommer).

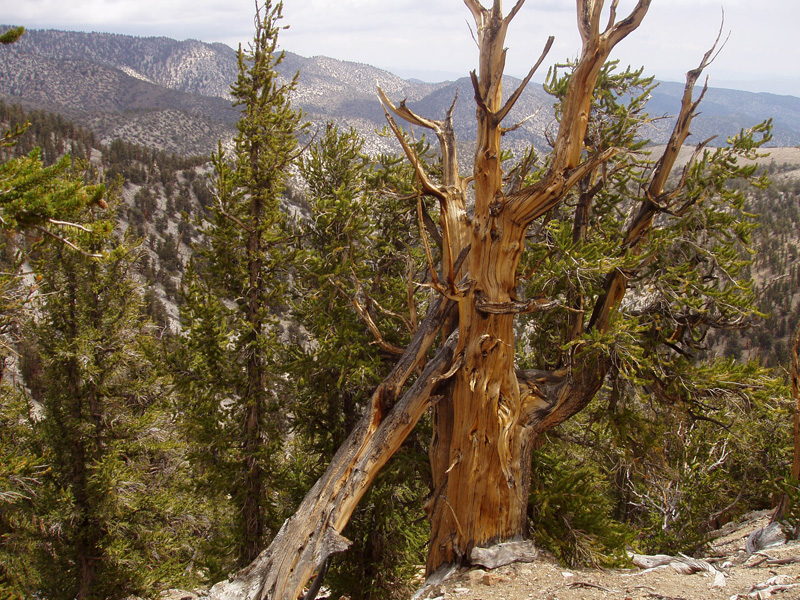
An den Jahresringen langlebiger Kiefern lässt sich eine Klimaveränderung im 17. Jahrhundert v. Chr. nachweisen.

Bereits 1984 wurde bei der dendrochronologischen Untersuchung von Langlebigen Kiefern in den kalifornischen White Mountains (siehe Bristlecone-Pines-Chronologie) ein ungewöhnlich schmaler Jahresring aus dem Jahr 1627 v. Chr. festgestellt, der auf einen extrem kalten Sommer deutete. Der Rückschluss, dass dies die Folge der minoischen Eruption gewesen sein könnte, wurde 1984 noch nicht gezogen. Dies geschah erst 1988 – vor dem Hintergrund der grönländischen Eisbohrkernanalyse, als bei einer Untersuchung irischer Eichen ebenfalls eine Abfolge ungewöhnlich schmaler Jahresringe beginnend 1628 v. Chr. festgestellt werden konnte. Eine weitere Untersuchung im Jahr 1996 mit Holzproben aus Anatolien bestätigte die Klimaanomalie, dabei konnten zwei überdurchschnittlich breite Jahresringe auf ungewöhnlich milde und feuchte Sommer hinweisen. Zuletzt wurde im Jahr 2000 bei einer Untersuchung mehrerer Kiefernstämme aus einem Torfmoor in Schweden ein weiterer Hinweis auf eine Klimaveränderung gefunden.
Jahresringanomalien und ein Säurepeak im Grönlandeis ließen sich nicht mit dem Ausbruch des Thera-Vulkans korrelieren. Damit sind astronomische Veränderungen oder der Ausbruch eines anderen Vulkans als Verursacher sehr viel wahrscheinlicher. So schlugen 1990 kanadische Forscher die Avellino-Eruption des Vesuv vor, die sie mittels Radiokohlenstoffdatierung (14C) auf 1660 v. Chr. (± 43 Jahre) datierten. Ein Ausbruch des Mount St. Helens wurde ebenfalls in das 17. Jahrhundert v. Chr. datiert.
1998 ergaben Untersuchungen, dass die 1987 in den Eisbohrkernen gefundenen Partikel von vulkanischem Glas chemisch nicht zu dem Ausbruch auf Santorin passen. 2004 wurden diese Partikel mit Hilfe neuerer Analysemethoden dem Ausbruch des Mount Aniakchak in Alaska zugeordnet. Dem wurde seitdem widersprochen, die Verteilung von Elementen und Isotopen der Säurepeaks würde gut zu den Daten aus Santorin passen, die hohen Calcium-Werte in Tonscherben von Santorin müssten sich nicht zwingend auch in den Aschen im grönländischen Eis wiederfinden lassen, so dass es sich bei den Partikeln doch um Spuren der Minoischen Eruption handeln könnte.

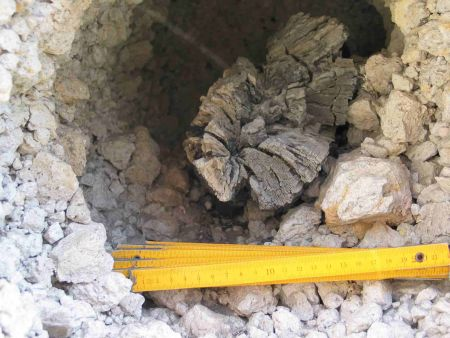
Fundposition des 2002 in der Bimsschicht auf Santorin entdeckten Olivenbaumastes

Einige neuere 14C-Datierungen sprechen wiederum für die Jahre 1620 bis 1600 v. Chr.: Die 2006 gelungene Radiokohlenstoffdatierung des Astes eines vom Vulkanauswurf begrabenen Olivenbaums auf Thera, der im November 2002 in der Bimsschicht der Insel gefunden wurde, ergab ein Alter von 1613 v. Chr. ± 13 Jahre. Der Nachweis von Blättern zeigt, dass der Ast lebend durch den Ausbruch verschüttet wurde. Dabei wurden erstmals die einzelnen Jahresringe des Astes einzeln 14C-datiert und durch deren bekannte Zeitabstände die Konfidenzintervalle erheblich reduziert. 2007 wurden ein weiteres Stück desselben Astes und ein zweiter, längerer und oberflächlich verkohlter Ast mit mehreren Seitenzweigen in nur neun Meter Entfernung vom ersten Fundort entdeckt, die bisher nicht datiert wurden. Gegen die Ergebnisse wurden Einwände erhoben, weil Olivenbäume keine ausgeprägten Jahresringe ausbilden, woraufhin die Autoren der Datierung darauf verwiesen, dass ihr Ergebnis auch ohne die Konfidenzintervalle, nur als gesicherte Abfolge der Proben, weiterhin eindeutig sei.
Die zeitliche Diskrepanz zwischen den Befunden im grönländischen Eis von 1645 v. Chr. zu den 14C-Daten von den 1620er Jahren könnte sich relativieren, wenn man neben die klassischen 14C-Daten eine entsprechende Kurve des Beryllium-Isotops 10Be stellt und analysiert. Es ergab sich eine Zeitverschiebung um exakt 20 Jahre, womit die Säurepeaks im Eis in der Analyse wesentlich genauer zu den vermuteten Daten aus Santorin passen würden.
2006 ergaben archäologische Funde von Tsunamiablagerungen bei Palaikastro auf Kreta mit erneut verfeinerten Methoden ein Alter von etwa 1650 ± 30 v. Chr. Die Ablagerungen des Tsunami enthalten Knochen von Nutztieren und Keramik zusammen mit vulkanischen Aschen des Ausbruchs und erlauben so die Anwendung und den Vergleich von drei verschiedenen Datierungsmethoden.
Eine 2018 erstellte Kalibrierungskurve für den Zeitraum von 1700 bis 1500 v. Chr., die eine zehn- bis zwanzigfache höhere Genauigkeit für diesen Zeitraum aufweist als die zuvor genutzten dendrochronologischen Daten, ermöglichte eine Neueichung der bisherigen Radiokarbonmessungen. Im Ergebnis verschob sich die naturwissenschaftliche Datierung in die Zeit zwischen 1620 und 1510 v. Chr. und ist vereinbar mit den archäologischen Befunden. Ein Datum von 1626–1628 v. Chr. liegt jedoch außerhalb des 95%igen Konfidenzintervalls und scheint somit unwahrscheinlich. In Kombination mit den Wachstumsanomalien der Langlebigen Kiefer vermutete man die Jahre 1597 und 1560 v. Chr. oder das diesen beiden Jahren voraus gegangene Jahr als Zeitpunkt des Ausbruchs. Aber auch die Anomalien der Jahre 1546 und 1544 v. Chr. liegen innerhalb des 95%igen Konfidenzintervals.
Vasif Şahoğlu et al. (2021) analysierten seit 1989 ausgegrabene Tsunami-Ablagerungen aus der Stadt Çeşme Bağlararası. Der Ort liegt an der türkischen Westküste auf einer Landzunge westlich von Izmir und ist rund 230 Kilometer vom Santorin entfernt. Neun Proben aus der Schicht, die in die Zeit des Vulkanausbruchs datiert wird, wurden analysiert. Hierbei zeigten drei Proben ein höheres Alter (95 %-Konfidenzintervall: etwa 1750–1600 v. Chr.) und sechs Proben (95 %-Konfidenzintervall: etwa 1620–1500 v. Chr.) Dass das Alter der Proben nicht von oben nach unten zunahm, führte man darauf zurück, dass die Schichten durch den Tsunami durchmischt wurden. Aus diesem Grund hielt man nur die niedrigeren Daten zur Datierung des Ereignisses als relevant und vor allem eines Skeletts eines jungen Mannes, der vermutlich bei der Katastrophe ums Leben kam. Dieser wurde mit einem Konfidenzniveau von 95 % mit einer Wahrscheinlichkeit von 19,4 % zwischen 1612 und 1573 v. Chr. und mit einer Wahrscheinlichkeit von 76,1 % zwischen 1565 und 1501 v. Chr. datiert. Ihre Daten weisen auf einen Terminus post quem von 1612 v. Chr. hin und sprechen damit eher für eine niedrige Datierung, können aber eine frühe hohe Datierung nicht ausschließen.
Charlotte Pearson und ihr Team wiesen 2022 nach, dass der Schwefel und die Tephra in den Eisbohrkernen aus dem Jahre 1628 v. Chr. nicht von Thera stammten. Anhand des Isotopenverhältnisses der Schwefelatome in der vulkanischen Schwefelsäure, die in Lufteinschlüssen bewahrt wurde, konnte die Eruption dem Vulkan Aniakchak II in Alaska zugeordnet werden. Pearson stellte jedoch fest, dass nun nur noch fünf mögliche Ausbruchzeiten, die in den Eisbohrkernen nachweisbar sind, in Frage kämen: 1611 v. Chr., 1562–1555 v. Chr. und 1538 v. Chr.

## Soziokulturelle Auswirkungen
Es ist unklar, wie sich die Minoische Eruption direkt oder indirekt auf die Zivilisation der Minoer ausgewirkt hat, da sie weder schriftliche noch bildliche Darstellungen der Katastrophe hinterlassen haben. Die bereits erwähnten archäologischen Zeugnisse sprechen „nur“ gegen eine plötzliche Zerstörung der minoischen Kultur durch die Eruption, mehr können sie nicht aussagen. Da die Insel Santorin als südlichste Kykladeninsel als einzige innerhalb einer Tagesreise von Kreta aus zu erreichen war, war sie der zentrale Trittstein für den Handel der Minoer nach Norden. Ein Netzwerkmodell des bronzezeitlichen Seehandels in der Ägäis lässt annehmen, dass die Vernichtung des Stützpunktes Akrotiri kurzfristig verstärkte Handelsanstrengungen über Alternativrouten ausgelöst hat. Langfristig hätte aber der erhöhte Aufwand den Fernhandel erheblich eingeschränkt, so dass der Niedergang der minoischen Kultur indirekt durch den Vulkanausbruch gefördert worden sein kann.
| System von Evans | System von Platon   | Ägyptische Dynastien (Zweite Zwischenzeit, Neues Reich)     | Niedrige Datierung | Hohe Datierung    |
| ---------------- | ------------------- | ----------------------------------------------------------- | ------------------ | ----------------- |
| Spätminoisch I A | Mitte Neupalastzeit | 13.–17., 18. Dynastie (Hyksos, Ahmose I. bis Thutmosis II.) | 1600–1480 v. Chr.  | 1700–1580 v. Chr. |
| Spätminoisch I B | Ende Neupalastzeit  | 18. Dynastie (Hatschepsut, Thutmosis III.)                  | 1480–1430 v. Chr.  | 1580–1490 v. Chr. |

Bis auf die bereits genannte, umstrittene Stele des Pharao Ahmose gibt es kein zeitgenössisches Zeugnis der Minoischen Eruption, das einen Rückschluss auf ihre Auswirkung erlaubt.
Unklar ist ebenfalls, ob die Minoische Eruption in später entstandenen Mythen reflektiert wurde. So wurden zahlreiche lokale, von Überschwemmungen berichtende Mythen sowie der Mythos der Deukalionflut mit der Minoischen Eruption in Verbindung gebracht. In aller Regel wird der Kampf eines Gottes mit Poseidon berichtet, der das Land überflutet. Allerdings spricht keine dieser Mythen explizit von einem Vulkanausbruch. Daher kann nur über teils gewundene Interpretation sowie mit der Annahme einer katastrophalen Flut nach der Eruption mit Thera in Verbindung gebracht werden. Interessanterweise datiert die Parische Chronik die Deukalionische Flut ins Jahr 1529/1528 v. Chr. und liegt somit innerhalb der Zeitspanne der archäologisch-historiografischen Methode.
Auch der in der Argonautensage vorkommende Talos wurde als Reflexion der Minoischen Eruption gedeutet: ein bronzener Riese, der Kreta bewacht und feindliche Schiffe mit Felsbrocken bewirft. Richard Hennig geht davon aus, dass dieser Mythos in den Jahrzehnten unmittelbar vor der Eruption entstand, als der Inselvulkan mehr oder minder starke Tätigkeit zeigte.
Auch die biblischen Zehn Plagen des 2. Buch Mose werden von verschiedenen Autoren mit den Folgen (Historische Exodus-Forschung) der Minoischen Eruption in Verbindung gebracht.
Der griechische Seismologe Angelos Galanopoulos habe bereits in den 1960er Jahren die Eruption als Vorbild für den Untergang des Inselstaats Atlantis vermutet.

## Dokumentationen
- Leben mit Vulkanen – Santorin, eine sagenumwobene Eruption. TV-Dokumentation (Teil der Reihe Leben mit Vulkanen.) von Eden Shavit (Regie), F 2022, deutsch Synchronfassung.